# Onthophagus caprai
Onthophagus caprai là một loài bọ cánh cứng trong họ Bọ hung (Scarabaeidae).